# Emily Villiers
Lady Emily Theresa Villiers, baronessa Ampthill (Londra, 9 settembre 1843 – 22 febbraio 1927), è stata una nobildonna inglese.

## Biografia
Era la terza figlia di George Villiers, IV conte di Clarendon, e di sua moglie, Lady Katherine Grimston.
Fu una damigella d'onore al matrimonio del principe del Galles Edoardo con la principessa Alessandra di Danimarca, nel 1863.

## Matrimonio
Sposò, il 5 maggio 1868, Odo Russell, I Barone Ampthill, figlio di Lord George Russell e di Elizabeth Anne Rawdon. Ebbero sei figli:
- Arthur Russell, II barone di Ampthill (1869-1935), sposò Lady Margaret Lygon, ebbero cinque figli;
- Odo William Theopilus Villiers Russell (1870-1951), sposò la contessa Marie Louise Rex, ebbero tre figli;
- Evelyn Constance Villiers Russell (1872-1942);
- Victor Alexander Frederick Villiers Russell (1874-1965), sposò Annora Margaret Bromley Martin, ebbero tre figlie;
- Alexander Victor Frederick Villiers Russell (1874-1965), sposò Marjorie Gladys Guinness, ebbero due figli;
- Augusta Luisa Margherita Romola Villiers Russell (1879-1966).

Ha ricoperto la carica di Lady of the Bedchamber della regina Vittoria tra il 1885 e il 1901.

## Morte
Morì il 22 febbraio 1927, all'età di 83 anni.

## Ascendenza
|                                        |                                       |                                         | Genitori                           |  |  | Nonni |  |  | Bisnonni                              |  |  | Trisnonni                            |  |
|                                        |                                       |                                         |                                    |  |  |       |  |  | Thomas Villiers, I conte di Clarendon |  |  | William Villiers, II conte di Jersey |  |
|                                        |                                       |                                         |                                    |  |  |       |  |  | Thomas Villiers, I conte di Clarendon |  |  | William Villiers, II conte di Jersey |  |
|                                        |                                       | Judith Herne                            |                                    |  |  |       |  |  | Thomas Villiers, I conte di Clarendon |  |  |                                      |  |
| George Villiers                        |                                       |                                         |                                    |  |  |       |  |  | Thomas Villiers, I conte di Clarendon |  |  |                                      |  |
|                                        |                                       | Charlotte Capell                        | William Capell, III conte di Essex |  |  |       |  |  |                                       |  |  |                                      |  |
|                                        |                                       | Charlotte Capell                        | William Capell, III conte di Essex |  |  |       |  |  |                                       |  |  |                                      |  |
|                                        |                                       | Charlotte Capell                        | Jane Hyde                          |  |  |       |  |  |                                       |  |  |                                      |  |
| George Villiers, IV conte di Clarendon |                                       | Charlotte Capell                        |                                    |  |  |       |  |  |                                       |  |  |                                      |  |
|                                        |                                       | John Parker, I barone Boringdon         | John Parker                        |  |  |       |  |  |                                       |  |  |                                      |  |
|                                        |                                       | John Parker, I barone Boringdon         | John Parker                        |  |  |       |  |  |                                       |  |  |                                      |  |
|                                        |                                       | John Parker, I barone Boringdon         | Catherine Poulett                  |  |  |       |  |  |                                       |  |  |                                      |  |
| Theresa Parker                         |                                       | John Parker, I barone Boringdon         |                                    |  |  |       |  |  |                                       |  |  |                                      |  |
|                                        |                                       | Theresa Robinson                        | Thomas Robinson, I barone Grantham |  |  |       |  |  |                                       |  |  |                                      |  |
|                                        |                                       | Theresa Robinson                        | Thomas Robinson, I barone Grantham |  |  |       |  |  |                                       |  |  |                                      |  |
|                                        |                                       | Theresa Robinson                        | Frances Worsley                    |  |  |       |  |  |                                       |  |  |                                      |  |
| Emily Villiers                         |                                       | Theresa Robinson                        |                                    |  |  |       |  |  |                                       |  |  |                                      |  |
|                                        | James Grimston, III visconte Grimston | James Grimston, II visconte Grimston    |                                    |  |  |       |  |  |                                       |  |  |                                      |  |
|                                        | James Grimston, III visconte Grimston | James Grimston, II visconte Grimston    |                                    |  |  |       |  |  |                                       |  |  |                                      |  |
|                                        | James Grimston, III visconte Grimston | Mary Bucknall                           |                                    |  |  |       |  |  |                                       |  |  |                                      |  |
| James Grimston, I conte di Verulam     | James Grimston, III visconte Grimston |                                         |                                    |  |  |       |  |  |                                       |  |  |                                      |  |
|                                        |                                       | Harriot Walter                          | Edward Walter                      |  |  |       |  |  |                                       |  |  |                                      |  |
|                                        |                                       | Harriot Walter                          | Edward Walter                      |  |  |       |  |  |                                       |  |  |                                      |  |
|                                        |                                       | Harriot Walter                          | Harriot Forrester                  |  |  |       |  |  |                                       |  |  |                                      |  |
| Katherine Grimston                     |                                       | Harriot Walter                          |                                    |  |  |       |  |  |                                       |  |  |                                      |  |
|                                        |                                       | Charles Jenkinson, I conte di Liverpool | Charles Jenkinson                  |  |  |       |  |  |                                       |  |  |                                      |  |
|                                        |                                       | Charles Jenkinson, I conte di Liverpool | Charles Jenkinson                  |  |  |       |  |  |                                       |  |  |                                      |  |
|                                        |                                       | Charles Jenkinson, I conte di Liverpool | Amarantha Cornewall                |  |  |       |  |  |                                       |  |  |                                      |  |
| Charlotte Jenkinson                    |                                       | Charles Jenkinson, I conte di Liverpool |                                    |  |  |       |  |  |                                       |  |  |                                      |  |
|                                        |                                       | Catherine Bishopp                       | Cecil Bishopp, VI baronetto        |  |  |       |  |  |                                       |  |  |                                      |  |
|                                        |                                       | Catherine Bishopp                       | Cecil Bishopp, VI baronetto        |  |  |       |  |  |                                       |  |  |                                      |  |
|                                        |                                       | Catherine Bishopp                       | Anne Boscawen                      |  |  |       |  |  |                                       |  |  |                                      |  |
|                                        |                                       | Catherine Bishopp                       |                                    |  |  |       |  |  |                                       |  |  |                                      |  |